# Crudosilis sinica
Crudosilis sinica es una especie de coleóptero de la familia Cantharidae.

## Distribución geográfica
Habita en Qinghai (China).